# Lincoln County, Montana
Lincoln County är ett administrativt område i delstaten Montana, USA. År 2010 hade countyt 19 687 invånare.  Den administrativa huvudorten (county seat) är Libby.

## Geografi
Enligt United States Census Bureau har countyt en total area på 9 518 km². 9 356 km² av den arean är land och 162 km² är vatten.

### Angränsande countyn
- Flathead County, Montana - öst
- Sanders County, Montana - syd
- Bonner County, Idaho - väst
- Boundary County, Idaho - väst
- gränsar mot Kanada i norr.

### Orter
- Eureka
- Libby (huvudort)
- Rexford
- Troy